# Nicolas Rossi
Nicolas Rossi Santos (* 30. März 2004) ist ein brasilianisch-italienischer Fußballspieler.

## Karriere
Rossi begann seine Karriere bei Grêmio Osasco Audax. Im Sommer 2022 wechselte er nach Portugal in die Jugend des FC Alverca. Im Januar 2023 kehrte er nach Brasilien zurück und wechselte zum EC Lemense. Zur Saison 2024 rückte er in den Kader der ersten Mannschaft von Lemense. In der Saison 2024 kam er zu zwölf Einsätzen in der dritthöchsten Spielklasse der Staatsmeisterschaft von São Paulo, in denen er dreimal traf.
Im Januar 2025 wechselte Rossi zum österreichischen Zweitligisten Schwarz-Weiß Bregenz, bei dem er einen bis 2026 laufenden Vertrag erhielt. Sein Debüt in der 2. Liga gab er im Februar 2025, als er am 17. Spieltag der Saison 2024/25 gegen den ASK Voitsberg in der Halbzeitpause für Florian Prirsch eingewechselt wurde.